# Casco Antiguo
A Casco Antiguo, Sevilla történelmi városrésze. A negyedet nyugatról a Guadalquivir folyó, északról Macarena , keletről Nervón és San Pablo-Santa Justa negyed, délről Distrito Sur határolja.

## Épületek
A városmagban három UNESCO világörökségi hely van: Sevillai katedrális, Alcázar Királyi Palota és az Újvilági Levéltár. A katedrális 1403-ban épült, az egykori almohádok alatt épített mecset helyén, ahol ma az egykor minaretként működő Giralda nevű harangtorony van. Egyben Európa legnagyobb gótikus épülete van, ahol Kolumbusz Kristóf sírja is van. Az Alcázart 712-ben építették a mórok, amely 1248-ban keresztény királyi rezidenciává épült át. Az Újvilági levéltárt II. Fülöp király utasítására, Juan de Herrera építette, ami eredetileg árutőzsdeként működött, az Amerikából érkező áruknak. 1784-ben III.Károly döntése nyomán a korábbi árutőzsde levéltárként működött tovább, ahol Amerika felfedezéséről szóló dokumentumokat őrzik.
Egyéb jelentős épületek az Aranytorony, Városháza, Palacio de San Telmo és a Metropol Parasol. A Sevillai egyetem épülete az egykori Királyi Dohánygyár területén működik, ami a Carmen opera eredeti helyszíne is volt.

## Negyedek
A városrésznek 12 negyede van. Er Arenal volt korábban a város kikötője, a Santa Cruz negyed, a város egykori zsidónegyede volt a spanyol inkvizíció megjelenéséig.
- Alfalfa
- Arenal
- Encarnación-Regina
- Feria
- Museo
- San Bartolomé
- San Julián
- San Gil
- San Lorenzo
- San Vicente
- Santa Catalina
- Santa Cruz